# Chris Lawrence
Christopher John Lawrence, detto Chris (Londra, 27 luglio 1933 – Herefordshire, 13 agosto 2011), è stato un pilota automobilistico britannico che ha partecipato a due Gran Premi di Formula 1 al volante di una Cooper nella stagione 1966.

## Risultati in Formula 1
| 1966 | Scuderia       | Vettura |  |  |  |    |  |     |  |  |  |  |  | Punti | Pos. |
| ---- | -------------- | ------- |  |  |  | -- |  | --- |  |  |  |  |  | ----- | ---- |
| 1966 | Pilota privato | Cooper  |  |  |  | 11 |  | Rit |  |  |  |  |  | 0     |      |

| Legenda | 1º posto     | 2º posto | 3º posto    | A punti         | Senza punti/Non class.  | Grassetto – Pole position Corsivo – Giro più veloce |
| Legenda | Squalificato | Ritirato | Non partito | Non qualificato | Solo prove/Terzo pilota | Grassetto – Pole position Corsivo – Giro più veloce |